# Microlomaptera antoinei
Microlomaptera antoinei är en skalbaggsart som beskrevs av Allard 1995. Microlomaptera antoinei ingår i släktet Microlomaptera och familjen Cetoniidae. Inga underarter finns listade i Catalogue of Life.